# Tristan Tate
Tristan Tate (* 15. Juli 1988 in Washington, D.C.) ist ein US-amerikanisch-britischer Unternehmer, Influencer und ehemaliger Kickboxer, der vor allem aufgrund seines Bruders Andrew Tate Bekanntheit erlangte.

## Leben
Tristan Tate wurde als das mittlere von drei Geschwistern eineinhalb Jahre nach seinem älteren Bruder Andrew als Sohn des Schachspielers Emory Tate geboren. Sein Vater ist Afroamerikaner, seine Mutter stammt aus dem Vereinigten Königreich. Er verbrachte die meiste Zeit seiner Kindheit in Luton. Als ehemaliger Kickboxer konzentrierte er sich nach seiner sportlichen Karriere auf seine Social-Media-Aktivitäten.
2011 nahm er an der vierten Staffel der britischen Reality-Serie Shipwrecked: The Island teil.
Sein Vermögen wird auf 10–15 Millionen US-Dollar geschätzt.
Tristan Tate ist Berichten zufolge Single, aber er machte in Rumänien Schlagzeilen, als bekannt wurde, dass er mit der berühmten rumänischen Fernsehmoderatorin und Model Bianca Dragusanu zusammen war, bevor die Beziehung 2018 endete.

## Festnahme, Anklage und Freilassung
Am 29. Dezember 2022 wurden Tristan und sein Bruder Andrew wegen Verdachts auf Menschenhandel, Vergewaltigung und organisierte Kriminalität auf Anordnung der rumänischen Sonderstaatsanwaltschaft für organisierte Kriminalität und Terrorismus (DIICOT) in ihrem Haus in Voluntari bei Bukarest festgenommen und für zunächst 30 Tage inhaftiert. Ein rumänisches Gericht verlängerte die Haft der Brüder am Donnerstag, dem 19. Januar 2023 ein zweites Mal bis zum 27. Februar 2023, während die Polizei an dem Verfahren arbeitet. Die Haft wurde noch ein drittes und viertes Mal verlängert, bis die Brüder schließlich am 31. März 2023 nach Berufungsgerichtsentscheidung in einen Hausarrest verlegt wurden.
Im Juni 2023 wurde Tristan Tate, sein Bruder und zwei mutmaßliche Mittäterinnen wegen Vergewaltigung, Menschenhandel und der Bildung einer kriminellen Organisation angeklagt.
Tristan Tate befand sich mit seinem Bruder Andrew in Rumänien zeitweise unter Hausarrest, der jedoch Mitte Januar 2025 aufgehoben wurde. Ende Februar teilte die rumänische Staatsanwaltschaft mit, dass auch das Ausreiseverbot gegen Andrew und Tristan Tate aufgehoben worden sei; diese flogen daraufhin in die USA. Laut der rumänischen Staatsanwaltschaft, müssten beide jedoch zu jeder Anhörung in Rumänien erscheinen; sollten sie das nicht tun, hätte dies ihre präventive Festnahme zur Folge. Nach Angaben des Tate-Teams bekamen die Brüder gleichzeitig Vermögenswerte zurück; dabei handele es sich um eingefrorenen Bankkonten, Immobilienbesitz, Luxusautos und Firmenbeteiligungen. Der rumänische Außenminister Emil Hurezeanu war nach eigenen Angaben am Rande der Münchner Sicherheitskonferenz vom Gesandten von US-Präsident Donald Trump, Richard Grenell, auf den Fall der Tate-Brüder angesprochen worden. Trump behauptete, er wisse nichts darüber, wie die Ausreise der Brüder in die USA zustande gekommen sei. Der rumänische Justizminister Radu Marinescu erklärte seinerseits der Nachrichtenagentur AFP, er wisse nichts davon, dass Druck auf die rumänische Regierung ausgeübt worden sei. Er selber habe keine Anfrage irgendwelcher Art von den US-Behörden zu den Tate-Brüdern erhalten.